# Atili Rufus
Atili Rufus (llatí: Atilius Rufus) va ser un governador romà de rang consular. Formava part de la gens Atília, una antiga família romana
Va ser llegat de Pannònia abans d'obtenir el rang consular a Síria durant el regnat de l'emperador Domicià. Va morir just abans de la tornada de Gneu Juli Agrícola del seu govern de Britànnia el 84. S'ha trobat una làpida amb el seu nom. Els governadors sirians posteriors a ell són desconeguts.